# دانشگاه وسترن نیو انگلند
دانشگاه وسترن نیو انگلند یک دانشگاه خصوصی در اسپرینگفیلد، ماساچوست است. برنامه‌های آکادمیک از طریق کالج هنر و علوم، کالج بازرگانی، دانشکده مهندسی، دانشکده حقوق و دانشکده داروسازی و علوم بهداشتی ارائه می‌شود. این مؤسسه در تاریخ ۱ ژوئیه ۲۰۱۱ به دلیل ارائه رشته‌های کارشناسی ارشد و دکتری نام خود را از کالج وسترن نیوانگلند به دانشگاه وسترن نیوانگلند تغییر داد. این اتفاق دقیقاً ۶۰ سال پس از جدایی از دانشگاه نورث ایسترن اتفاق افتاد.

## فارغ التحصیلان
دانشگاه وسترن نیوانگلند دارای ۴۳۰۰۰ فارغ‌التحصیل است که در سراسر جهان زندگی و کار می‌کنند. دانشکده حقوق دانشگاه نیوانگلند غربی بیش از ۷۰۰۰ فارغ‌التحصیل دارد، در حالی که رشته‌های MBA و MSA نزدیک به ۶۰۰۰ فارغ‌التحصیل دارند. مجله عمومی فارغ التحصیلان دانشگاه قبلاً The Communicator نام داشت. مجله فارغ التحصیلان دانشکده حقوق چشم‌انداز نام دارد. مجله جدیدی با نام مجله دانشگاه وسترن نیوانگلند (WNE) در سال ۲۰۱۹ راه اندازی شد.